# Сталкер (телесериал)
«Сталкер» (англ. Stalker) — американский телевизионный сериал, созданный Кевином Уильямсоном с Мэгги Кью и Диланом Макдермоттом в главных ролях, который вышел на CBS в сезоне 2014—2015 годов. В центре сюжета находятся детективы, занимающиеся расследованием преступлений преследований людей. Премьера сериала состоялась 1 октября 2014 года с крайне негативными отзывами от каждого из ведущих телевизионных критиков, которые назвали «Сталкер» одним из худших шоу в истории телевидения. 8 мая 2015 года канал закрыл сериал после одного сезона.

## Производство
CBS дал зелёный свет на съемки пилотного эпизода, производства Кевина Уильямсона, 28 января 2014 года. 18 февраля Лиз Фридлендер заняла пост режиссёра пилотного эпизода. Кастинг на регулярные роли начался также в феврале. 28 февраля Дилан Макдермотт был приглашен на основную мужскую роль, а 19 марта было объявлено, что Мэгги Кью получила ведущую роль в пилоте. Между тем Мариана Клавено получила женскую роль второго плана 6 марта, а 20 марта Расук Виктор аналогичную мужскую.
9 мая 2014 года, CBS заказал съемки первого сезона сериала для трансляции в телесезоне 2014-15 годов. 27 октября канал заказал дополнительные эпизоды к стандартным тринадцати.

## Актёры и персонажи

### Основной состав
- Мэгги Кью — лейтенант Бет Дэвис
- Дилан Макдермотт — детектив Джек Ларсен
- Мариана Клавено — детектив Дженис Лоуренс
- Расук Виктор — детектив Бен Колдуэлл
- Элизабет Рём — заместитель окружного прокурора Аманда Тейт

### Второстепенный состав
- Тара Саммерс — Трэйси Райт, лучшая подруга Бет
- Эрик Стоклин — Перри Уайтли/«Броди»
- Гэбриел Бейтман — Итан Тэйлор, сын Аманды и Джека
- Уоррен Коул — Трент Уилкс, детектив полиции Лос-Анджелеса и парня Аманды
- Челси Харрис — Белль
- Эйон Бэйли — Рэй
- Мира Сорвино — Викки Грегг

## Эпизоды
| №  | Название                                                               | Режиссёр            | Сценарист                         | Дата показа в США | Зрители США (миллионы) |
| -- | ---------------------------------------------------------------------- | ------------------- | --------------------------------- | ----------------- | ---------------------- |
| 1  | «Пилот» «Pilot»                                                        | Лиз Фридлендер      | Кевин Уильямсон                   | 1 октября 2014    | 9.05                   |
| 2  | «Что случилось с малышом Джеймсом?» «Whatever Happened to Baby James?» | Лиз Фридлендер      | Санфорд Голден и Карен Уайскарвер | 8 октября 2014    | 8.17                   |
| 3  | «Охота» «Manhunt»                                                      | Бронуэн Хьюз        | Бретт Махони                      | 15 октября 2014   | 7.87                   |
| 4  | «Фобия» «Phobia»                                                       | Роксанн Доусон      | Хезер Зульке                      | 22 октября 2014   | 7.37                   |
| 5  | «Призраки» «The Hauntingu»                                             | Брэд Тернер         | Кевин Уильямсон                   | 29 октября 2014   | 7.36                   |
| 6  | «Любовь – это поле битвы» «Love Is a Battlefield»                      | Омар Мадха          | Девейн Дариан Джонс               | 5 ноября 2014     | 7.34                   |
| 7  | «Фанатик» «Fanatic»                                                    | Кевин Брэй          | Тамара Яронь                      | 12 ноября 2014    | 7.01                   |
| 8  | «Скинхэд» «Skin»                                                       | Фред Туа            | Кори Эветт и Мэттью С. Партни     | 19 ноября 2014    | 7.98                   |
| 9  | «Без ума от тебя» «Crazy for You»                                      | Лиз Фридлендер      | Доун ДеНун                        | 26 ноября 2014    | 8.26                   |
| 10 | «Крик о помощи» «A Cry for Help»                                       | Джефф Т. Томас      | Хезер Зульке                      | 3 декабря 2014    | 7.47                   |
| 11 | «Откровения» «Tell All»                                                | Дэвид Родригес      | Шон Хеннен                        | 10 декабря 2014   | 7.25                   |
| 12 | «Тайны и ложь» «Secrets and Lies»                                      | Дэвид Стрейтон      | Карен Уайскарвер и Сенфорд Голден | 14 января 2015    | 7.87                   |
| 13 | «Новости» «The News»                                                   | Лиз Фридлендер      | Дуэйн Джонс                       | 21 января 2015    | 8.07                   |
| 14 | «Мой Герой» «My Hero»                                                  | Кевин Брэй          | Тамара Джерон                     | 28 января 2015    | 8.34                   |
| 15 | «Потери и Обретения» «Lost and Found»                                  | Роб Сейденгланз     | Мэтт Пертни и Кори Эветт          | 4 февраля 2015    | 7.35                   |
| 16 | «Спасение» «Salvation»                                                 | Лиз Фридлендер      | Дэнни Толли                       | 11 февраля 2015   | 7.64                   |
| 17 | «Игры и веселье» «Fun And Games»                                       | Джеф Томас          | Кевин Уильямсон                   | 18 февраля 2015   | 6.74                   |
| 18 | «В лесу» «The Woods»                                                   | Фредерик И. О. Туа  | Шон Хеннен                        | 27 апреля 2015    | 5.70                   |
| 19 | «Любовь ранит» «Love Hurts»                                            | Хэнелл М. Колпеппер | Карен Уайскарвер и Сенфорд Голден | 11 мая 2015       | 6.37                   |
| 20 | «Любовь убивает» «Love Kills»                                          | Лиз Фридлендер      | Кевин Уильямсон и Дуэйн Джонс     | 18 мая 2015       | 6.79                   |